# Albín Šlik
Albín hrabě Šlik (německy Albin Graf Schlik) byl český šlechtic z falknovské (sokolovské) linie Šliků, žijící v 16. století.

## Život
Narodil se jako syn Mikuláše Šlika, zakladatele zmíněné rodové linie a jeho manželky Barbory Schenkové z Tautenbergu.
Albín se postavil proti svému králi a po bitvě u Mühlberka 24. dubna 1547 propadl ctí, životem a majetkem, načež uprchl do Durynska, kde se usadil. Rodová větev falknovské linie, kterou založil se svou ženou Brigitou z Leisniku vymřela po meči v roce 1666 v osobě jeho pravnuka Jáchyma Ondřeje (nejedná se o jmenovce Jáchyma Ondřeje z ostrovské linie popraveného roku 1621 na Staroměstském náměstí v Praze za účast na povstání proti císaři).
Albín se zúčastnil bitvy u Moháče, ale na rozdíl od svého zámožného jáchymovského bratrance Štěpána z ostrovské linie, dorazil až během bitvy bez brnění, protože se svými muži dorazili až během bitvy. To mu zachránilo život. Těžce vyzbrojený Štěpán takové štěstí neměl. Doplatil na tíhu svého brnění a utonul.
Lehce vyzbrojený Albín a jeho bratranec Albert, kterého historici označují za zbabělého, se na koni probil z bitvy a vydali se do Prešpurku. Tam si Albín musel půjčit kabát, aby mohl vstoupit a pokorně pokleknout před královnou Marii, vdovou po králi, jenž padl u Moháče.